# 特克薩卡納月光殺人魔事件
特克薩卡納月光殺人魔事件（英語：Texarkana Moonlight Murders）指1946年春天發生於美國德克薩斯州特克薩卡納及鄰近地區的一系列連環謀殺案與暴力犯罪，共造成5死3傷。該系列案件至今未破，神秘的犯案者被媒體稱為特克薩卡納月光殺人魔或幻影殺手（Phantom Killer、Phantom Slayer）。

## 經過
幻影殺手第一次涉案被認為發生在1946年2月22日至1946年5月3日的週末，受害者為吉米·霍利斯和玛丽·拉雷，兩人受到重傷但倖存。四週後幻影殺手首次殺人，遇害者為理查德·格里芬和波莉·安·摩尔；三週後第二起雙重謀殺案發生，遇害者為保罗·马丁和贝蒂·乔·布克。截至目前，幻影殺手的目標都是幽會中的年輕情侶。幻影殺手最後一次犯案發生於第二起謀殺案後三週，受害者為一對中年夫妻，丈夫维吉尔·斯塔克斯被殺，妻子凯蒂·斯塔克斯倖存但受到重傷。
有感於事件嚴重性，德州騎警司開始介入調查。幻影殺手使特克薩卡納小鎮陷入恐慌，當年夏季，鎮民們於日落後全副武裝藏於屋中、向旅館尋求庇護甚或逃離城鎮，警方則執行宵禁，每日進行夜間巡邏。酒吧、夜店、俱樂部的生意受大打擊；反之，槍枝、彈藥、鎖、旅館床位則供不應求。包括殺手遭逮捕，或殺手犯下又一起雙重謀殺案的謠言甚囂塵上，多起誤報使警方疲於奔命，更加深鎮民的緊張。部分年輕鎮民組成自衛隊，嘗試以陷阱、誘餌等戰術抓捕並殺害幻影殺手，但無功而返。

斯塔克斯夫婦遇害後三個月，德州騎警司秘密撤離城鎮，以防止幻影殺手察覺而再次犯案。事後，透過幾家出版社的報導，該案件的資訊才傳播至國內外。

幻影殺手的最大嫌疑人為當地的慣竊犯尤厄尔·斯威尼，其妻子的證詞與諸多環境證據都表明他有涉及謀殺案。然因為斯威尼的妻子拒絕在法庭上作證，檢察官最後決定不繼續追究此案。斯威尼最後因偷竊、偽造罪被判長期監禁，而幻影殺手的真實身分至今未明。

## 影響
特克薩卡納月光殺人魔事件的影響出現於眾多美國通俗文學與影視作品中，其中較具代表性的例舉如下：
- 該事件結束後，美國青少年之間開始流傳鐵鉤手的都市傳說。鐵鉤手專門襲擊幽會男女的特性，被認為借鑿自幻影殺手。
- 1976年，特克薩卡納住民查尔斯·B·皮尔斯根據該事件拍攝恐怖電影《日落之城 （页面存档备份，存于）》； 2014年，同名續集電影 （页面存档备份，存于）上映。
- 2007年，The Bad Detectives樂團以該事件為靈感，創作歌曲《特克薩卡納月光》（Texarkana Moonlight）。
- 2010年，由简·布特拉姆撰寫的舞台劇《幻影殺手》在曼哈頓上演。
- 2012年黑色幽默電影《瘋狗綁票令》的一個鏡頭中，一對情侶正在設置陷阱，企圖抓獲「特克薩卡納月光殺手」。
- 2017年，電視劇《河谷鎮》其中一集〈恐懼日落的小鎮〉，亦取材自該事件。